# Lucien Harmant
Lucien Harmant, né le 19 novembre 1895 à Denain et mort le 25 mai 1976 à Loison-sous-Lens, était un industriel et homme politique français.

## Biographie
Après avoir été conducteur de travaux au Congo belge, Lucien Harmant s'installe à Loison-sous-Lens en tant que directeur d'entreprise. En 1935, il est élu maire de la commune et le restera jusqu'en 1945. Il retrouve son siège de premier édile en 1947 et conservera ses fonctions jusqu'à son décès en mai 1976.
Il est aussi élu au conseil général dans le canton de Lens-Nord-Est de 1962 à 1967, date à laquelle il n'est pas réélu.
Suppléant du docteur Ernest Schaffner à partir de 1958, il devient député de la 13e circonscription le 24 septembre 1966, au décès de ce dernier. À l'Assemblée nationale, il est membre de la commission des Affaires sociales.

## Détail des fonctions et des mandats
Mandat parlementaire
- 24 septembre 1966 - 2 avril 1967 : député de la 13e circonscription du Pas-de-Calais

Mandats locaux
- 1935 - 1945 : maire de Loison-sous-Lens
- 1947 - 1976 : maire de Loison-sous-Lens
- 1962 - 1967 : conseiller général du canton de Lens-Nord-Est

## Décorations
- Officier du Mérite sportif
- Chevalier des Palmes académiques